# Rogers Cup 2018
Der Rogers Cup 2018 war ein Tennisturnier der WTA Tour 2018 für Damen in Montreal sowie ein Tennisturnier der ATP World Tour 2018 für Herren in Toronto, das vom 6. bis 12. August 2018 stattfand.

## Herren
→ Hauptartikel: Rogers Cup 2018/Herren
→ Qualifikation: Rogers Cup 2018/Herren/Qualifikation

## Damen
→ Hauptartikel: Rogers Cup 2018/Damen
→ Qualifikation: Rogers Cup 2018/Damen/Qualifikation